# Wielki Szlak Herbaciany
Wielki Szlak Herbaciany – droga handlowa łącząca Daleki Wschód Azji z Europą Wschodnią.  
Wielki Szlak Herbaciany powstał w pierwszej połowie XVII wieku. Do czasu zbudowania Kolei Transsyberyjskiej był głównym lądowym traktem handlowym na Syberii. Rozpoczynał się w mieście Kałgan. Łączył północne Chiny, Mongolię i Mandżurię z Moskwą. Do XIX wieku stanowił główną trasę eksportu herbaty do Europy. 
Jego upadek i marginalizacja nastąpiły w połowie XIX wieku, gdy angielskie kompanie handlowe upowszechniły wykorzystywanie do transportu herbaty szybkich żaglowców – kliprów. 